# География на Камерун
Камерун е държава в северозападната част на Централна Африка, край брега на Гвинейския залив на Атлантическия океан. На запад Камерун граничи с Нигерия (дължина на границата – 1690 km), на североизток – с Чад (1094 km), на изток – с ЦАР (797 km), а на юг – с Република Конго (523 km), Габон (298 km) и Екваториална Гвинея (189 km). Общата дължина на сухоземните граници (в т.ч. речни и езерни) е 4591 km. На югозапад се мие от водите на Гвинейския залив на Атлантическия океан с дължина на бреговата ивица 402 km. Бреговете на залива Биафра (вътрешната част на Гвинейския залив) на север са предимно плоски, пясъчни или заблатени, с широки естуари, а на юг от град Криба преобладават скалистите брегове без естествени пристанища. Страната има форма на триъгълник, с ширина от 23 km на север до 700 km на юг, а дължината ѝ от север на юг е 1200 km. В тези си граници заема площ от 475 442 km². Населението към 1.1.2020 г. възлиза на 26 546 000 души. Столица е град Яунде.
Територията на Камерун се простира между 1°39′ и 13°05′ с.ш. и между 8°30′ и 16°11′ и.д. Крайните точки на страната са следните:
- крайна северна точка – 13°05′ с.ш., на границата с Чад, в езерото Чад;
- крайна южна точка – 1°39′ с.ш., на границата с Република Конго, на десния бряг на река Санга (десен приток на Конго), при устието на река Нгоко;
- крайна западна точка – 8°30′ и.д., на брега на Гвинейския залив на Атлантическия океан;
- крайна източна точка – 16°11′ и.д., на границата с Република Конго и ЦАР, на десния бряг на река Санга.[2]

## Релеф
Покрай брега на залива Биафра се простира низина, широка до 150 km с изолирано извисяващият се в нея масив Камерун (4095 m) (по други данни 4070 m). Над низината със стръмни откоси се издига вътрешното плато. В южните си части то е високо 600 – 900 m и има слабохълмист релеф. На север от него се издига силно разчленената планина Адамава (средна надморска височина – 1000 – 1500 m, максимална – 3008 m) изградена от млада лавова покривка и конуси на угаснали вулкани. Широката падина на река Бенуе отделя планината Адамава на юг от планината Мандара (по границата с Нигерия, 1442 m) на север. В крайния север на страната се разстилат плоските алувиални равнини на падината на езерото Чад с надморска височина около 300 m.

## Геоложки строеж, полезни изкопаеми
Голяма част от територията на Камерун е изградена от показващият се на повърхността раннодокамбрийски кристалинен фундамент на Африканската платформа, изгаден от дислоцирани гнайси, кристалинни шисти и гранити. В югоизточната част на страната фундаментът е препокрит от полегато залягащият горнопротерозойски седиментен чехъл, изграждащ северозападната периферия на падината Конго. От началото на кредния период крайбрежието на Гвинейския залив е изпитало интензивно потъване и част от него влязло в системата на приокеанските депресии по западната периферия на Африка. Пограничната ивица между Камерун, Нигерия и Чад принадлежи към югоизточното крило и отклоненията на грабена-депресия Бенуе и е запълнено с мощни кредни и долнопалеогенски наслаги. Паралелно на грабена Бенуе се простира зона от разломи („линията Камерун“) покрай която от края на кредата нееднократно се проявява вулканична дейност (вулкана Камерун). В тази зона са известни и млади (от края на кредата и началото на палеогена) интрузии от гранитоиди.
Най-важните полезни изкопаеми са: докамбрийски железни руди (общи запаси 150 млн. т), злато, боксити в младите кири на изветряне (най-голямо находище е Миним-Мартап, по предварителни данни запасите се оценяват на около 1 млрд. т), природен газ в района на приокеанската падина Локбаба (общи запаси около 400 млн. m³).

## Климат
На юг климатът е екваториален, постоянно влажен. Средната температура на най-топлия месец (февруари или март) е 24 – 28°С, на най-хладния (юли или август) 22 – 24°С. Годишната сума на валежите във вътрешните райони е 1500 – 2000 mm, по крайбрежието – над 3000 mm, а по западните и югозападните склонове на масива Камерун – до 10 000 mm. В останалите части на Камерун климатът е екваториално-мусонен, с дъждовен летен (от април – май до септември – октомври) и сух зимен (4 – 7 месеца) сезон. Средните месечни температури в планината Адамава са от 19 – 21°С до 22 – 24°С, а в понижените северни райони – от 26°С до 32 – 33°С. Годишната сума на валежите на север е около и под 500 mm.

## Води
Речната мрежа на Камерун е гъста и многоводна. В залива Биафра се вливат реките Санага (918 km), Ньонг (640 km), Крос (489 km), Мбам (425 km), Нтем и др., басейните на които обхващат югозападните и централни части на страната. Реките в югоизточната част на Камерун – Кадеи (552* km), Джа (523 km), Бумба и др. принадлежат към системата на река Санга (десен приток на Конга). От северните склонове на планината Адамава води началото си река Бенуе (1400* km, най-голям ляв приток на Нигер). В крайния север и североизток на страната текат реките Шари (1400* km) и Логон (965* km), принадлежащи към басейна на езерото Чад, южната част но което е в пределите на Камерун. Повечето от камерунските реки са с множество бързеи и прагове, богати на хидроенергия и са непригодни за корабоплаване с изключение на река Бенуе и приустиевите участъци на най-големите реки.

## Почви и растителност
Около 1/3 от територията на Камерун (15 – 16 млн. ха) е заета от гори. В южните части те са влажни, вечнозелени, екваториални, развити върху червено-жълти фералитни почви, а по крайбрежието – мангрови гори. Във влажните екваториални гори има множество видове дървета, даващи ценна дървесина: червено (акажу, сапели, сипо), желязно (азобе), ебеново, дусие, обече, иломба и др. В централните части на страната са разпространени паркови листопадно-вечнозелени гори и високотревисти савани от гвинейско-судански тип, развити върху червени фералитни почви. На север се простират савани от судански тип и опустинени савани върху червено-кафяви и черни тропични почви. В най-високите части на страната виреят планински вечнозелени гори и вторични савани върху планински хумусно-фералитни почви. В масива Камерун над пояса на планинските гори се простира зона с планинско-ливадна растителлност.

## Животински свят
Животинският свят на страната съчетава елементи на горската фауна на Западноафриканската подобласт и фауната на саваните на Източноафриканската подобласт на Етиопската зоогеографска област. Горите са богати на животни, живеещи по дърветата, в частност маймуни. Обитават още слонове, хипопотами, крокодили, птици, змии, разнообразни насекоми. В саваните живеят копитни бозайници (биволи, носорози, антилопи, жирафи) и хищници (лъвове, леопарди, гепарди), срещат се и големи птици (щрауси, пеликани, марабу, венценосен жерав, дропли).

## Природни райони
В зависимост от географската ширина, релефа, климата, почвите и растителността територията на Камерун се поделя на 4 природни района:
- Приморски природен район – брегова низина с мангрови и заблатени гори и вулканичния масив Камерун с височинна поясност на ландшафтите;
- Платата в южната част на страната – заети от влажни екваториални гори;
- Планини в Среден Камерун – с мозайка от сезонно-влажни гори и високотревисти савани в относително понижените източни части и планинско-горски и планинско-саванни ландшафти във високите западни части;
- Равнини в Северен Камерун – с ландшафти на сухите савани.[1]